# Guillaume Faye
Guillaume Faye (Angolema, 7 de novembro de 1949 – 7 de março de 2019) foi  um jornalista e escritor francês.
Com um PhD da Science-Po, Guillaume Faye foi um dos principais teóricos da chamada Nova Direita (Nouvelle Droite) nas décadas de 1970 e 1980, tendo também escrito bastante acerca do arqueofuturismo. Arcaísmo e futurismo, tal como Guillaume Faye nomenclaturou, uma aliança filosófica entre o apolíneo e o dionisíaco.
Morreu em 7 de março de 2019 aos 69 anos de idade após anos afligido por um câncer.